# کاستلی
کاستلی (به اسپانیایی: Juan José Castelli) یک منطقهٔ مسکونی در آرژانتین است که در بخش خنرال گومس (چاکو) واقع شده‌است. کاستلی ۲۷٬۲۰۱ نفر جمعیت دارد.